# Alutaguse vald
Alutaguse landkommune (estisk: Alutaguse vald) er en landkommune (estisk: vald) i det østlige Estland.
Alutaguse landkommune ligger i amtet Ida-Virumaa op til Peipus-søen og den russiske grænse. Hovedbyen er byen Iisaku. Kommunen har et areal på 1.459 km2
og et befolkningstal på 4.176 (2023) indbyggere.